# Моту

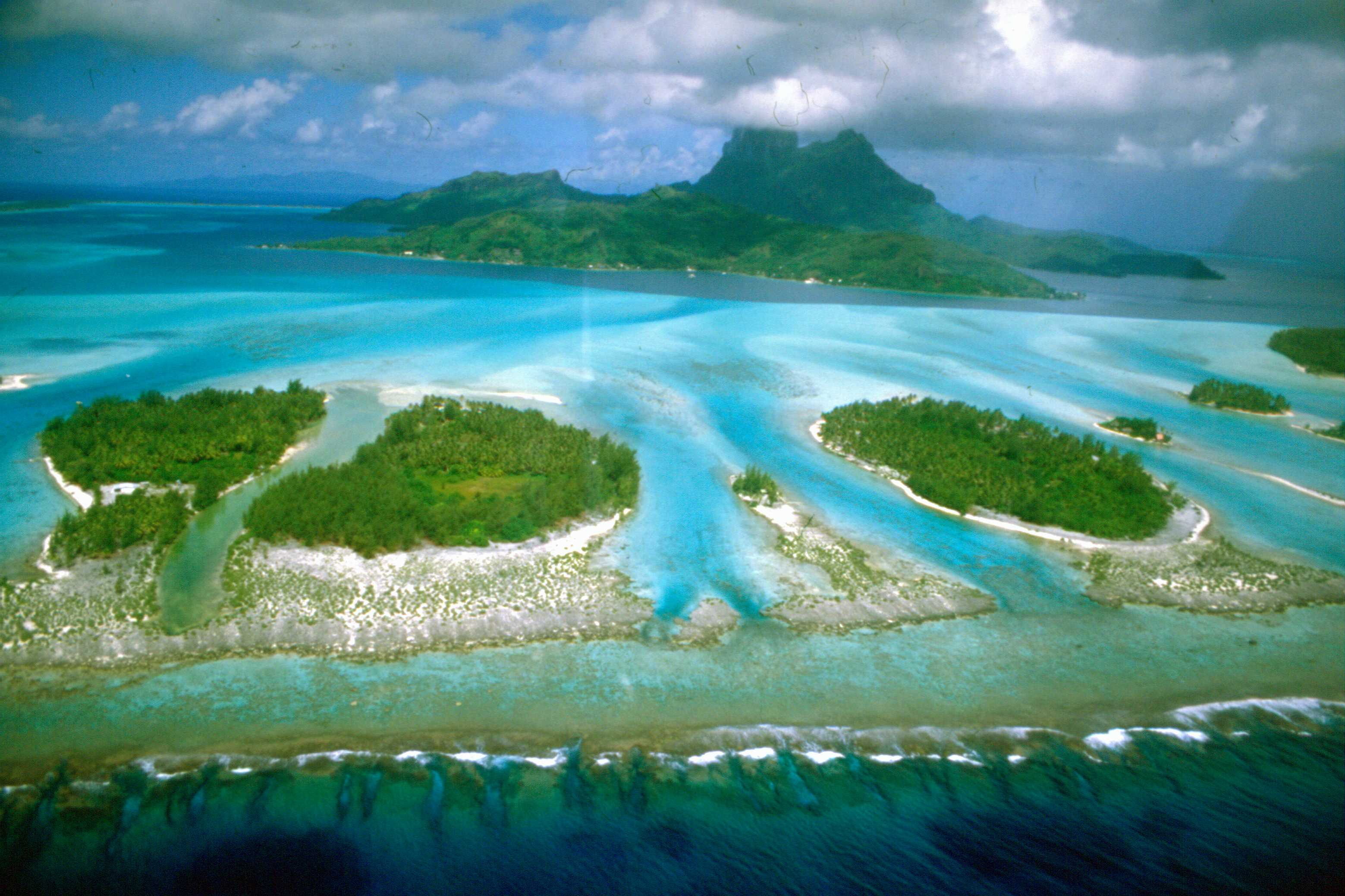
Атолл Бора-Бора з прилеглими моту

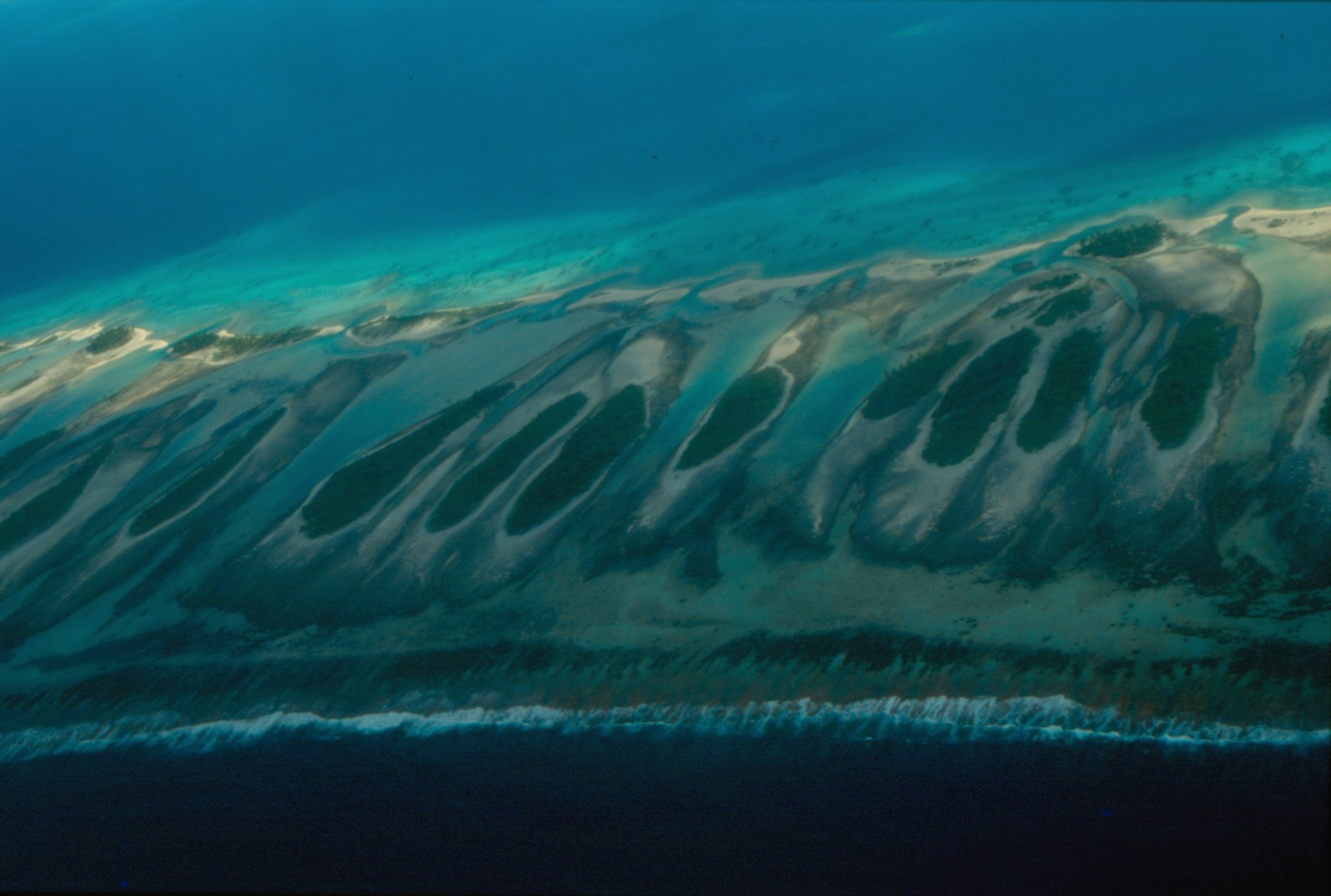
Група невеликих моту атола. Внутрішня лагуна на задньому плані

Моту (полінез. відрізаний, відокремлений) — невеликі острови, що оточують центральний острів атола, що утворилися в результаті підйому коралового рифу. Моту зустрічається тільки в тропічних водах.
Класичний атол являє собою вулканічний острів, оточений кораловим рифом з більш-менш численними моту.
Моту складаються з коралового вапняка і, як правило, трохи підносяться над рівнем моря. Моту покриті пальмами або іншими тропічними рослинами. Острови без рослинності традиційно називають піщаними банками або піщаними мілинами.
Моту бувають найрізноманітнішої величини. Деякі моту великих атолів (наприклад Рангіроа в архіпелазі Туамоту) можуть досягати багатьох квадратних кілометрів площі і часто навіть заселені. У той же час моту маленьких атолів можуть вміщати тільки кілька пальм.
| Земля | Це незавершена стаття з географії. Ви можете допомогти проєкту, виправивши або дописавши її. |